# إنزو ماجيو
إنزو ماجيو (بالإيطالية: Enzo Maggio)(10 أكتوبر 1902 - 13 يوليو 1978) هو ممثل إيطالي.

## سيرته
ولد فينسينزو ماجيو في نابولي لعائلة فنية، وحصل على تدريب مهني طويل في مسارح أفانسبيتاكولو قبل وأثناء الحرب العالمية الثانية، على خشبة المسرح كان متخصصًا في الماكيت وانتحال شخصية الممثل الكوميدي لاري سيمون (المعروف في إيطاليا باسم ريدوليني)، بعد الحرب قرر أن يكرس نفسه للسينما.
معظم أعماله على خشبة المسرح مع إخوته وأخواته دانتي وبنيامينو وبوبيلا وروزاليا.
1. 1 2  Enrico Lancia; Roberto Poppi (2003). Dizionario del cinema italiano: Gli artisti. Gli attori dal 1930 ai giorni nostri. Gremese Editore. ISBN:8884402697.{{استشهاد بكتاب}}:  صيانة الاستشهاد: أسماء متعددة: قائمة المؤلفين (link)
2. ↑  Antonio Virgilio Savona; Michele Lo Stranier (1990). Maggio, Famiglia. Dizionario della canzone italiana. ص. 959-960.{{استشهاد بكتاب}}:  صيانة الاستشهاد: أسماء متعددة: قائمة المؤلفين (link)
3. ↑  Massimo Giraldi; Enrico Lancia; Fabio Melelli (2006). 100 caratteristi del cinema italiano. Gremese Editore. ISBN:8884403839.{{استشهاد بكتاب}}:  صيانة الاستشهاد: أسماء متعددة: قائمة المؤلفين (link)